# Haida
Los haida (/ˈhaɪdə/) es una nación indígena que se ubica dentro del grupo na-dené, el nombre del cual proviene de xa’ida «pueblo» o hrduh. Se dividen en dos grupos, Kaigani y Haida, subdivididos en los grupos skidegate y masset (y estos en howkan, klinkwan y kasaan). Los Haida habitan en las islas Reina Carlota –actual Haida Gwaii– de la Columbia Británica en Canadá, mientras que los Kaigani se encuentran en isla Príncipe de Gales de Alaska.

## Demografía

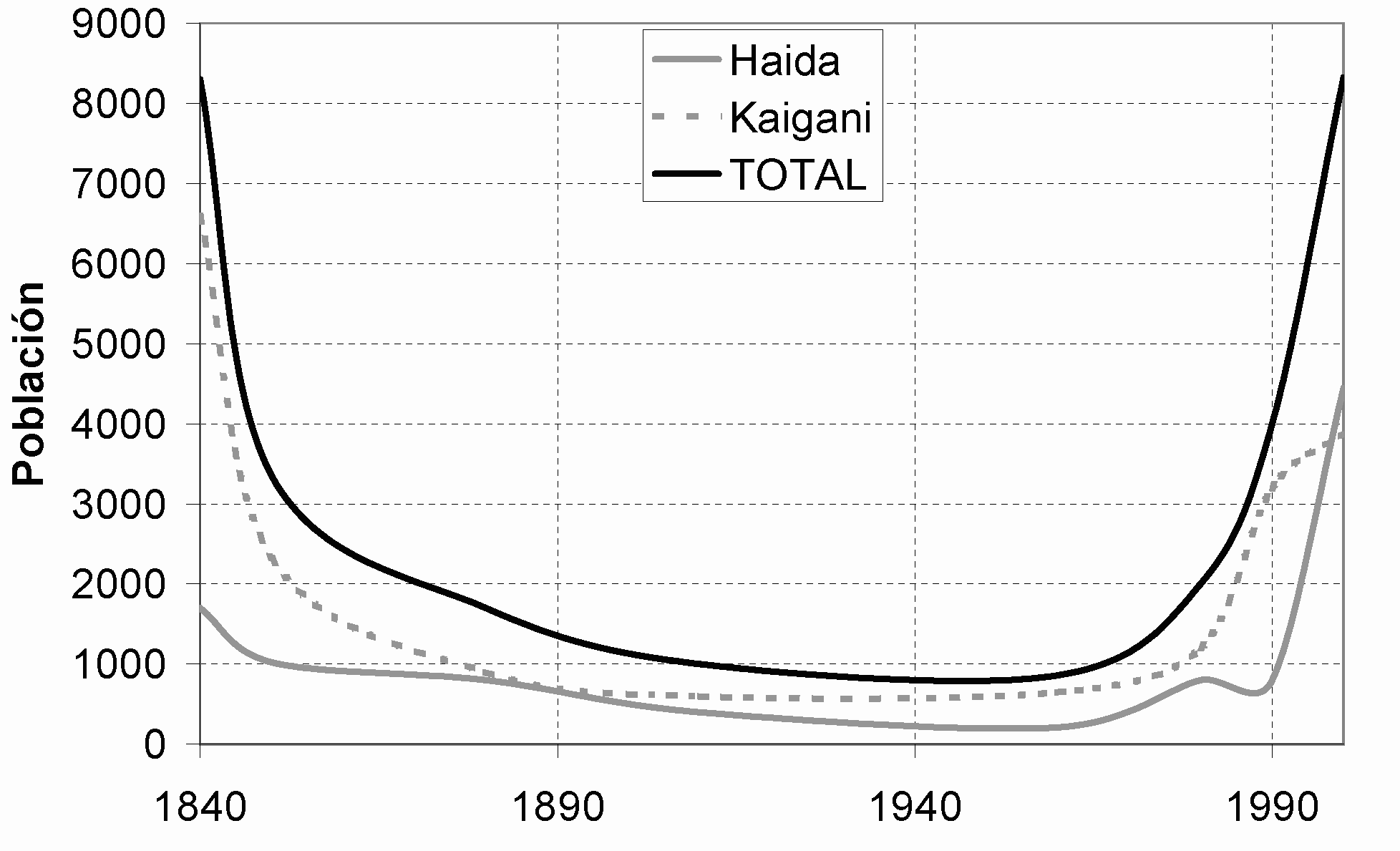
Evolución demográfica de los grupos Haida.

En el año 1841 había un total de 8.300 habitantes, 6.600 en Reina Carlota y 1700 en Príncipe Gales. Pero una década más tarde la cifra disminuyó hasta los 3.000, y en 1880 ya rondaba los 1700 individuos (900 en Reina Carlota y 800 Kaigani). En 1910 el número de indios haida rondaba el millar, y en 1960 quedaban 210 en Alaska, y 650 en Canadá. En 1990 se calcula que rondaban los 4.000 individuos, 800 de ellos en Alaska. Según Asher, había 2.000 en 1980, cerca de 1.200 en la Columbia Británica, y el resto en Alaska. Con respecto a la Columbia Británica, hay 1.326 en Skidegate y 2.553 en Old Masset, lo que hacen un total de 3.879. Si sumamos los 4.446 de EUA, en total hay 8.325 individuos. Según información de la BIA de 1995, todavía quedaban 393 en Hydaburg y 34 en Kassan.

## Lengua
La lengua haida es una lengua aislada que anteriormente estuvo contemplada dentro de la familia de lenguas na-dené, al compartir con un miembro de la misma, tlingit, varias características. Se caracteriza por tener los nombres divididos en personales e impersonales, por tener diversos plurales con prefijos y sufijos, por tener dos formas de pronombres personales (una para la persona, y otra para diferenciar la persona entre las otras), y por hacer diversas conjugaciones.
Quedan menos de 100 hablantes nativos de haida, concentrados en las comunidades haidas de las islas de Reina Carlota y Alaska. Algunos jóvenes están intentando revivir la lengua.
La lengua haida se ha escrito usando el alfabeto latino modificado por varios lingüistas americanos para poder expresar los sonidos particulares del idioma.

## Costumbres
Culturalmente, están relacionados con otras tribus como los tlingit, o los tsimshian, miembros de la Cultura del Noroeste. No existía una unión política entre ellos, sino grupos de regionales y poblados. Entre ellos existen subdivisiones o mitades, asignadas de nacimiento o por filiación materna. Cada mitad se compone de muchos segmentos locales, las tierras de los cuales tienen reglas propias que son importantes económicamente hablando. Ocupan villas diferentes de una o más casas cada una, y tienen sus propios caudillos (los miembros de rango más alto). Cada segmento declara la guerra, la paz, elabora ceremonias y funciona económicamente de manera independiente de las otras.
Su economía está basada en la pesca del salmón y del bacalao, así como de la cacería de mamíferos marinos y la recogida de bayas, raíces y algas; también cazaban ciervos, castores, y aves. Las mujeres recogían mejillones, curtían pieles y hacían cestas, mientras que los hombres hacían las casas, pescaban, y cazaban. Se distinguen por sus hábitos de trabajo de la madera, y por la artesanía de sus canoas. Guarnecen los objetos de uso cotidiano con dibujos de seres sobrenaturales de estilo altamente convencional.
También se tatuaban para señalar hechos históricos de la familia. Elaboraban palos esculpidos con crestas que representan hechos históricos importantes de la región, y que son depositados lejos de la casa, y en ocasiones al lado, como palos funerarios. También hacían canoas de popa alzada y puntiaguda.

## Historia
En 1774 el español Juan Pérez fue el primer europeo que les visitó. En 1778 recibieron la visita del británico James Cook. Entre 1784 y 1820 llegaron hasta la zona numerosos cazadores que esquilmaron las pieles de nutria. De esta manera se inicia un comercio que no finaliza hasta la extinción de estos animales. La llegada de la viruela, el alcohol y las armas de fuego provocaron la disminución numérica de los haida. Los canadienses vieron
En 1986, la isla Reina de Carlota fue declarada zona protegida y patrimonio de la humanidad, cosa que les permitió gestionarse sin la mediación de la BIA. En 1990 iniciaron protestas por los derechos de pesca, recibiendo apoyo de los hurones y los mohawks.

## Haida reconocidos
- Bill Reid: artista plástico canadiense.